# Severstal Cherepovets

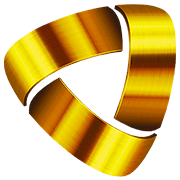
Imagem dologo do Severstal Cherepovets.

Severstal Cherepovets é um clube de hóquei no gelo profissional russo sediado em Cherepovets. Eles são membros da Liga Continental de Hockey.

## História
Fundando originariamente em 1956, per trabalhadores locais. 
São membros da Liga Continental de Hockey desde a temporada inicial.